# Тиранский университет
Тиранский университет (алб. Universiteti i Tiranës) — крупнейший и наиболее значимый вуз Албании. Образован в 1957 году на основе Института наук и 4 других вузов. С 1985 по 1992 год носил имя Энвера Ходжи (Universiteti i Tiranës «Enver Hoxha»).
Находится на Бульваре мучеников нации.

## Факультеты
- Факультет медицины — наиболее известный факультет с самым высоким конкурсом. В последнее время стремится выделиться в самостоятельный вуз.[2]
- Факультет социальных наук
- Факультет естественных наук
- Факультет истории и филологии
- Факультет права
- Факультет экономических наук
- Факультет иностранных языков